# Turbinicarpus bonatzii
Turbinicarpus schmiedickeanus subsp. bonatzii es una subespecie de Turbinicarpus schmiedickeanus perteneciente al género Turbinicarpus, endémica de San Luis Potosí en México. Su hábitat natural son los desiertos y zonas áridas. Es una especie poco usual en colecciones cultivadas.

## Descripción
Cactus de pequeño tamaño (1,5 a 2 cm de diámetro) y hábito de crecimiento solitario. Cuerpo de color verde oscuro, esférico y con el ápice deprimido. Protuberancias cónicas a romboidales con una única espina central de color marrón en cada areola con entre 12 a 25 cm de largo. Las espinas radiales pueden ser 1 o 2, de color blanco con la punta más oscura y unos 3 a 5 mm de largo.
 Flores de color rosa con bordes brillantes, de hasta 1 cm de largo por 1,2 a 1,5 de diámetro. Los frutos son esféricos y se vuelven carnosos al madurar.

## Taxonomía
Turbinicarpus bonatzii fue descrita por Glass & S.Arias y publicada por primera vez en Succulenta (Netherlands) 71(6): 280. 1992.
Etimología
Turbinicarpus: nombre genérico que deriva del latín "turbo" = "vértebras" y del griego "καρπός" (karpos) = "fruta", donde se refiere a la forma de la fruta.
bonatzii: epíteto
Sinonimia
- Pediocactus bonatzii
- Turbinicarpus schmiedickeanus
- Turbinicarpus schmiedickeanus bonatzii[4]